# Shakespeare in Love
Shakespeare in Love är en brittisk-amerikansk film från 1998 i regi av John Madden. Filmen hade svensk premiär den 12 mars 1999. Filmmanuset är en uppdiktad historia om William Shakespeare.
1999 placerade British Film Institute filmen på 49:e plats på sin lista över de 100 bästa brittiska filmerna genom tiderna.

## Handling
Will Shakespeare har fått skrivkramp. Han får dock inspiration efter att ha mött Lady Viola och han skriver som aldrig förr. 
Men deras spirande kärlek kompliceras av flera anledningar, en är hennes fästman och en är att hon klär ut sig till man för att få spela teater i Wills senaste teateruppsättning...

## Rollista i urval
- Joseph Fiennes - William Shakespeare
- Gwyneth Paltrow - Viola De Lesseps
- Geoffrey Rush - Philip Henslowe
- Tom Wilkinson - Hugh Fennyman
- Judi Dench - Drottning Elizabeth
- Colin Firth - Lord Wessex
- Martin Clunes - Richard Burbage
- Simon Callow -  Edmund Tilney
- Imelda Staunton - Violas kammarjungfru
- Ben Affleck - Ned Alleyn
- Rupert Everett - Christopher 'Kit' Marlowe
- Daniel Brocklebank - Sam Gosse/Juliet
- Antony Sher - Dr. Moth
- Jim Carter - Ralph Bashford
- Jill Baker - Lady de Lesseps
- Patrick Barlow - Will Kempe

## Utmärkelser
Filmen vann många priser, bland annat sju stycken Oscars:
- Gwyneth Paltrow vann pris för Bästa kvinnliga huvudroll
- Judi Dench vann pris för Bästa kvinnliga biroll
- Martin Childs och Jill Quertier vann pris för bästa scenografi
- Sandy Powell vann pris för bästa kostym
- Stephen Warbeck vann pris för bästa musik (komedi/musikal)
- Filmens producenter vann pris för Bästa film
- Marc Norman och Tom Stoppard vann pris för bästa originalmanuskript

Den var nominerad i ytterligare sex kategorier. Dessutom vann filmen pris från BAFTA och Golden Globe.